# Batalla de Tegeler Weg

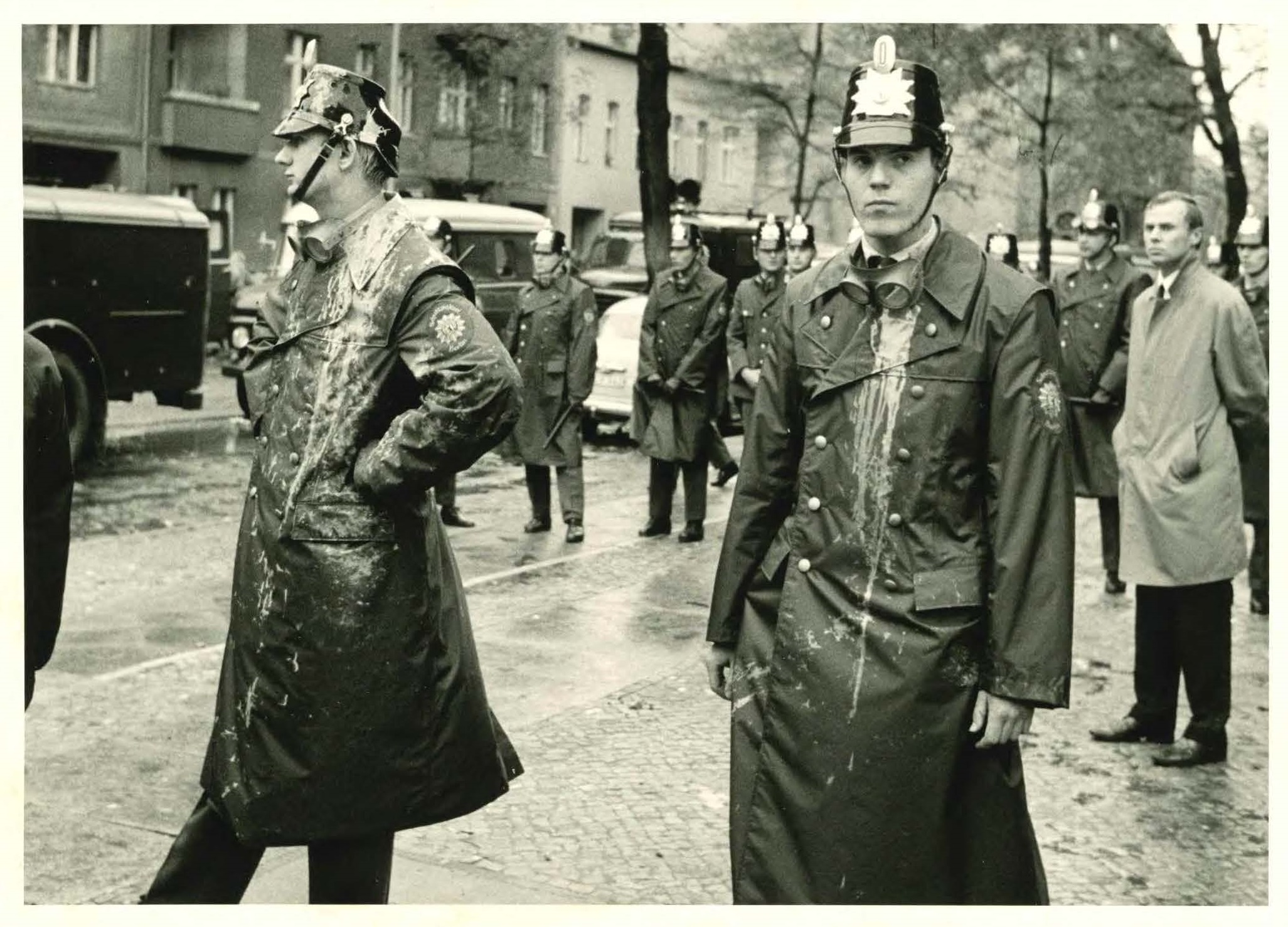
Operación de presencia durante la batalla de Tegeler Weg.

La batalla de Tegeler Weg fue un enfrentamiento violento entre la policía y manifestantes, en su mayoría asociados con el SDS y la APO, el 4 de noviembre de 1968 en Tegeler Weg en Berlín-Charlottenburg . Entre los manifestantes, además de los estudiantes, también se encontraban trabajadores y rockeros. Esta batalla callejera se considera un importante punto de inflexión en la historia de la APO del movimiento del 68 y ha quedado grabada en la historia de la izquierda política en Alemania. Durante el enfrentamiento en Tegeler Weg resultaron gravemente heridos 130 policías y 22 manifestantes.

## Historia y viaje
El 4 de noviembre de 1968 estaba prevista en el tribunal regional de Berlín, Tegeler Weg, la primera fase del juicio honorario contra el abogado y más tarde activista de la APO Horst Mahler. Tras la marcha hacia la Springer House el 11 de abril de 1968 tras el intento de asesinato de Rudi Dutschke y las acciones militantes que allí tuvieron lugar, posteriormente denominada " disturbios de pascua » Mahler ya ha sido demandado por la editorial Springer por los daños resultantes. Además, según una solicitud del Fiscal General al Tribunal de Cámara, Mahler también debería ser excluido de la profesión jurídica mediante un procedimiento judicial honorario. Alrededor de 1.000 manifestantes y contramanifestantes se presentaron en Tegeler Weg durante la designación de un tribunal de honor, que debía aclarar la cuestión de si, según el estado actual de la investigación, se podía esperar una prohibición profesional contra Mahler.
Un camión estacionado cerca de la manifestación estaba cargado de adoquines. Los manifestantes arrojaron piedras a la policía, que a su vez utilizó gases lacrimógenos y cañones de agua . Los manifestantes intentaron irrumpir en el juzgado varias veces. Esto no funcionó y después de unas dos horas, la policía hizo retroceder a los manifestantes más allá del Schlossbrücke y hacia Otto-Suhr-Allee.

## Significado y evaluación
Después de una fuerte movilización a favor de la APO en Berlín Occidental tras el intento de asesinato de Rudi Dutschke en el otoño de 1968, se comprendió, especialmente dentro del SDS en Berlín, que este alto nivel de movilización no podía mantenerse. Según una teoría ahora muy difundida sobre la batalla de Tegeler Weg, se intentó frustrar este desarrollo de la desmovilización con una confrontación muy publicitada con el poder estatal. A menudo se considera que la protesta fue planeada con el objetivo de desafiar el poder estatal, incluso mediante el uso de la fuerza.
El historiador Heinrich August Winkler también supone en su obra El largo camino hacia Occidente que la batalla de Tegeler Weg fue provocada deliberadamente por el SDS:

Actos de violencia desenfrenados, como la “Batalla de Tegeler Weg” el 4 de noviembre de 1968, provocados deliberadamente por el SDS de Berlín, ayudaron a desacreditar y aislar a la “vanguardia revolucionaria” del movimiento estudiantil.
Heinrich August Winkler

Contrariamente a la evaluación de la batalla de Tegeler Weg como un uso planificado de la violencia, también se plantea la tesis de que la manifestación contra el juicio honorífico contra Mahler se desarrolló de forma bastante espontánea y que la violencia no fue planificada. Solveig Ehrler declaró al Club Republicano que, aunque el desarrollo de la manifestación y el lanzamiento de piedras no estaban previstos, el uso de huevos de colores por parte de los manifestantes sí estaba previsto.
La batalla de Tegeler Weg se considera el fin del movimiento pacífico APO y al mismo tiempo el comienzo del enfrentamiento violento entre la izquierda política radical y el Estado después de 1968. En este contexto, se produjo un cambio decisivo en el equipamiento de la policía. El shako, utilizado desde 1918, fue sustituido por los cascos. Este evento también se considera el fin de las corrientes antiautoritarias dentro del SDS y es significativo para el reemplazo de la guerra de guerrillas lúdica de la APO por la guerra de guerrillas urbana.
Después de la batalla de Tegeler Weg, hubo un acalorado debate sobre la violencia dentro del SDS, que finalmente contribuyó significativamente a la división del SDS.
Los acontecimientos del 4 de noviembre de 1968 también provocaron discusiones en el seno del Club Republicano. Entre otras cosas, se planteó la cuestión de si la lucha callejera debía considerarse una acción de lucha de clases.

## Películas
- Schlacht am Tegeler Weg. Documental. Alemania 1988 ; Director : Barbara Kasper y Lothar Schuster